# Johann Jakob Oechslin

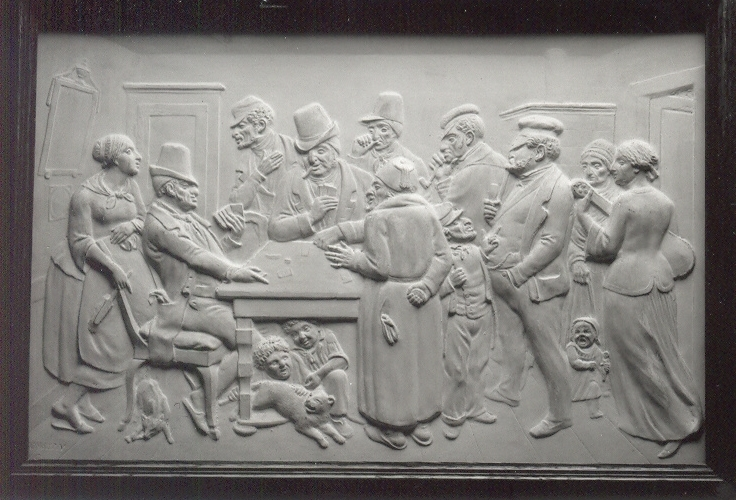
Les Juifs de Gailingen par Oechslin, 1854. Bas-relief en plâtre blanc, dans la collection du musée juif de Suisse.

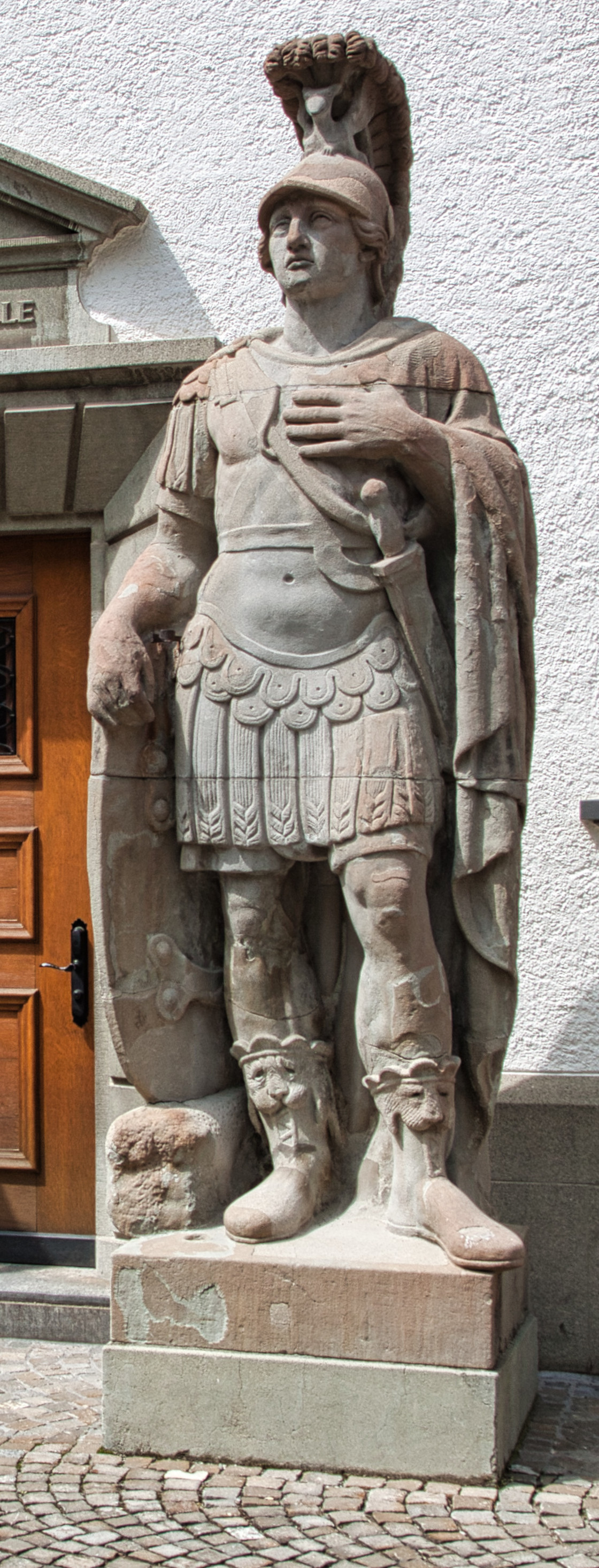
Saint Maurice de Langres par Oechslin, statue au Klosterhof de Saint-Gall.

Johann Jakob Oechslin, né le 19 février 1802 à Schaffhouse et mort le 28 avril 1873 dans la même ville, est un sculpteur suisse du néo-classicisme.

## Biographie
Johann Jakob Oechslin naît le 19 février 1802 à Schaffhouse. Il est le fils de Johann Jakob, un maître batelier, et de Juditha Schlatter. Après un apprentissage du dessin chez Johann Hauenstein et Johannes Meyer, il est élève du sculpteur Johann Heinrich Dannecker à Stuttgart de 1821 à 1823. De 1824 à 1826, il séjourne à Rome et travaille probablement pour Bertel Thorvaldsen. Il revient à Stuttgart et de 1827 à 1832 travaille chez le sculpteur Friedrich Distelbarth. Il retourne dans sa ville natale, Schaffhouse. Oechslin créé des statues de saints Didier et Maurice pour la collégiale en 1844 et des évangélistes pour l'église St. Laurenzen à St-Gall en 1854. En 1846, il dessine le relief du musée de Augustinergasse à Bâle. Il crée également plusieurs monuments, par exemple en 1848 pour Hans Georg Nägeli à Zurich et Johannes von Müller à Schaffhouse, en 1862 pour Conrad Gessner et Johann Georg Sulzer au lycée de Winterthur. Oechslin créé également des caricatures humoristiques en tant que peintre et dessinateur. Parmi ses élèves figure le sculpteur Hans Baur (en).
Il meurt le 28 avril 1873 dans sa ville natale,.